# Madagaskardue
Madagaskardue (latin: Nesoenas picturatus) er en dueart, der lever på Madagaskar.